# Liste der Biografien/Wip
Liste der Biografien |
Portal Biografien |
Personensuche
# |
A |
B |
C |
D |
E |
F |
G |
H |
I |
J |
K |
L |
M |
N |
O |
P |
Q |
R |
S |
T |
U |
V |
W |
X |
Y |
Z |
?
 
Wa |
Wc |
Wd |
We |
Wh |
Wi |
Wj |
Wl |
Wn |
Wo |
Wr |
Ws |
Wt |
Wu |
Ww |
Wy |
Wz
 
Wia |
Wib |
Wic |
Wid |
Wie |
Wif |
Wig |
Wih |
Wii |
Wij |
Wik |
Wil |
Wim |
Win |
Wio |
Wip |
Wir |
Wis |
Wit |
Wiv |
Wiw |
Wix |
Wiz
Die Liste der Biografien führt alle Personen auf, die in der deutschsprachigen Wikipedia einen Artikel haben. Dieses ist eine Teilliste mit 64 Einträgen von Personen, deren Namen mit den Buchstaben „Wip“ beginnt.

## Wip

### Wipf
- Wipf, Andreas (* 1954), deutscher theoretischer Physiker
- Wipf, David D. (1872–1919), US-amerikanischer Bankier, Großgrundbesitzer und Politiker
- Wipf, Edwin (1877–1966), Schweizer Architekt
- Wipf, Elisa (1882–1929), Schweizer Germanistin, Lehrerin und Journalistin
- Wipf, Eugen (1916–1948), Schweizer Funktionshäftling
- Wipf, Eva (1929–1978), Schweizer surrealistische Malerin und Objektkünstlerin
- Wipf, Jacques (1888–1947), Schweizer Architekt und Hochschullehrer am Technikum Burgdorf
- Wipf, Louis (1910–1998), französischer Produktionsleiter und Filmproduzent
- Wipf, Matthias (* 1972), Schweizer Historiker, Publizist und Moderator
- Wipf, Sonja (* 1973), Schweizer Klimawissenschaftlerin
- Wipf, Thomas (* 1946), Schweizer Pfarrer und Theologe
- Wipfler, Esther (* 1968), deutsche Kunsthistorikerin
- Wipfler, Helmut (* 1944), deutscher Motorradrennfahrer
- Wipfli, Ramon (* 2004), Schweizer Mittelstreckenläufer

### Wipl
- Wipler, Georg (* 1912), deutscher Politiker CDU (DDR)
- Wipler, Przemysław (* 1978), polnischer Politiker
- Wiplinger, Fridolin (1932–1973), österreichischer Philosoph
- Wiplinger, Nikolaus (1937–2018), österreichischer Konzertpianist
- Wiplinger, Peter Paul (* 1939), österreichischer Schriftsteller und Fotograf

### Wipo
- Wipo, mittellateinischer Dichter und Historiograph

### Wipp
- Wippel, Max von der (* 1994), deutscher Basketballspieler
- Wippel, Philipp (* 1990), österreichischer Fußballspieler
- Wippel, Sebastian (* 1982), deutscher Politiker (AfD), MdLSebastian Wippel (* 1982)

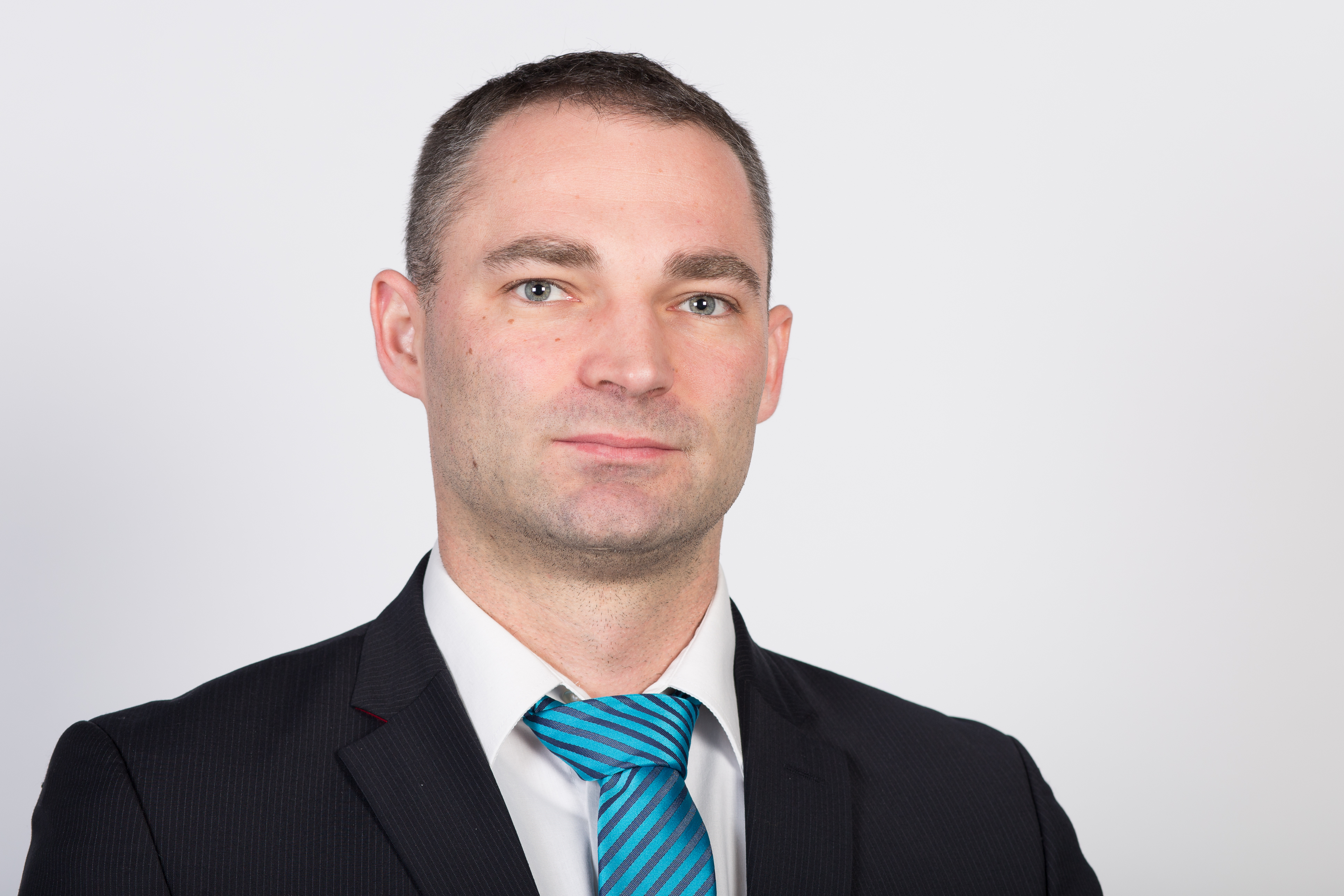
Sebastian Wippel (* 1982)

- Wippel, Wilhelm Jakob (1760–1834), deutscher Pädagoge und Bibliothekar
- Wipper, Albert (1896–1983), deutscher Staatsbeamter und Landwirtschaftsfunktionär
- Wipper, Alwin (* 1902), deutscher Polizist und SS-Führer
- Wipper, Lea (* 2001), deutsche Leichtathletin
- Wipper, Paul (1906–1992), deutscher Politiker (NSDAP), MdR
- Wipper, Robert Jurjewitsch (1859–1954), russischer Historiker
- Wipper, Tabea (* 2005), deutsche Handballspielerin
- Wipperfürth, Olaf (* 1966), deutscher Fotograf
- Wipperich, Emil (1854–1917), deutsch-österreichischer Hornist und Musikpädagoge
- Wippermann, Carl Wilhelm (1730–1797), deutscher Jurist und Hochschullehrer
- Wippermann, Dirk (* 1946), deutscher Diskuswerfer
- Wippermann, Engelbert († 1687), deutscher Rechtswissenschaftler
- Wippermann, Ferdinand (1876–1969), deutscher Lehrer und Linguist
- Wippermann, Friedrich (1922–2005), deutscher Meteorologe
- Wippermann, Karl (1831–1911), deutscher Publizist, Privatdozent und Politiker
- Wippermann, Karl Wilhelm (1800–1857), kurhessischer Beamter und Politiker
- Wippermann, Konrad (1858–1935), deutscher Landespolitiker in Schaumburg-Lippe und Vorsitzender der Landesregierung (1922–1925)
- Wippermann, Otto (1861–1918), deutscher Verwaltungsjurist, von 1893 bis 1894 war er Beigeordneter der Stadt Solingen, Bürgermeister und ab 1903 Oberbürgermeister der Stadt Oberhausen (1894–1903)
- Wippermann, Peter (* 1949), deutscher Trendforscher und Kommunikationsdesigner
- Wippermann, Raimund (* 1956), deutscher Chorleiter
- Wippermann, Susann (* 1971), deutsche Politikerin (SPD), MdL
- Wippermann, Wilhelm (1899–1962), deutscher Politiker (CDU), MdL
- Wippermann, Wolfgang (1945–2021), deutscher HistorikerWolfgang Wippermann (1945–2021)

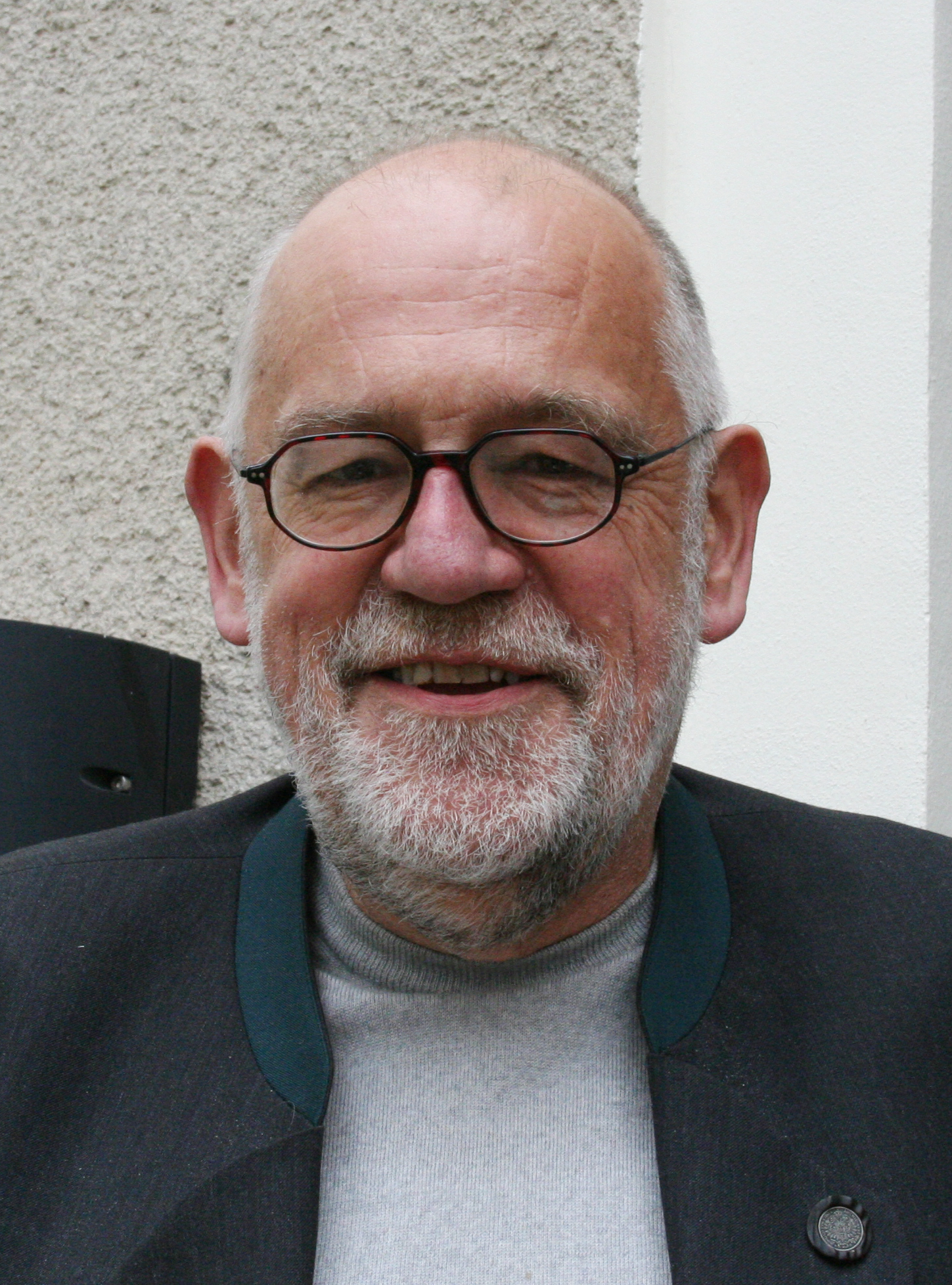
Wolfgang Wippermann (1945–2021)

- Wippern, Georg (1909–1993), deutscher SS-Sturmbannführer mit der Verwaltung des Vermögens jüdischer Opfer an der Aktion Reinhardt beteiligt
- Wippersberg, Walter (1945–2016), österreichischer Schriftsteller, Theaterregisseur, Filmemacher und Fotokünstler
- Wippert, Wouter (* 1990), niederländischer Radrennfahrer
- Wippich, Bernd (1950–2014), deutscher Sänger und Musiker
- Wippich, Björn (* 1977), deutscher Badmintonspieler
- Wippich, Freya (* 1952), österreichische Sängerin und Musicaldarstellerin
- Wippich, Holger (* 1965), deutscher Badmintonspieler
- Wipplinger, Claudia (1961–2021), österreichische Schauspielerin
- Wipplinger, Franz (1760–1812), österreichischer Architekt
- Wipplinger, Franz (1915–1944), deutscher Priesteramtskandidat und NS-Opfer
- Wipplinger, Hans-Peter (* 1968), österreichischer Ausstellungskurator, Autor und Museumsdirektor
- Wipplinger, Hubert (1941–2004), österreichischer Gewerkschaftsfunktionär
- Wipplinger, Johannes (* 1978), österreichischer Leichtathlet und Bobsportler
- Wipplinger, Julia (1923–1989), südafrikanische Tennisspielerin
- Wipprecht, Alexander (* 1976), deutscher Schauspieler und ModeratorAlexander Wipprecht (* 1976)

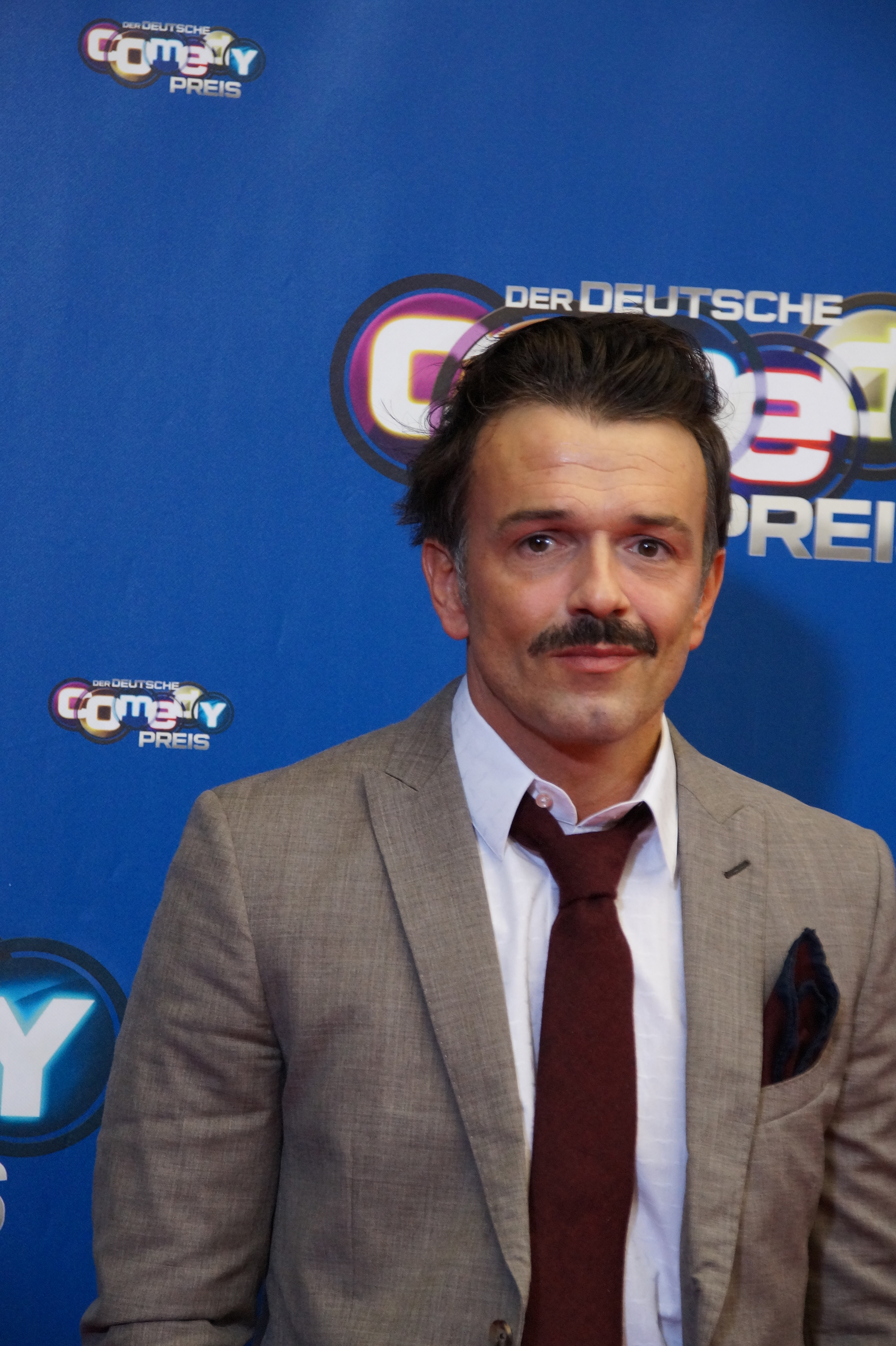
Alexander Wipprecht (* 1976)

- Wipprecht, Jeffrey (* 1980), deutscher Synchronsprecher, Werbesprecher und Radiomoderator

### Wipr
- Wiprecht III. von Groitzsch († 1116), ältester Sohn des Grafen Wiprecht II. von Groitzsch
- Wiprecht von Groitzsch († 1124), Markgraf der Lausitz und von Meißen